# Jikininki
En el budismo japonés, los jikininki (食人鬼 fantasmas comedores de hombres?) son los espíritus de los humanos avariciosos, egoístas o impíos que son malditos después de la muerte para buscar y comer cadáveres humanos. Llevan a cabo tales actos durante la noche, en la procura de cuerpos muertos recientes y ofrendas de comida dejadas para los muertos. Algunas veces, también saquean los cuerpos que comen para encontrar objetos de valor que usan para sobornar a oficiales locales a cambio de que los dejen en paz.
Salen a merodear por las noches para profanar las tumbas y alimentarse de cadáveres. Son zombis, es decir muertos vivos.
A menudo se dice que los jikininki se parecen a cadáveres en descomposición, quizás con algunas marcas no humanas como garras afiladas u ojos brillantes. Son una terrible visión, y cualquier humano que vea uno quedará congelado por el miedo. De cualquier manera, bastantes historias les dan la habilidad de disfrazarse mágicamente como un ser humano normal e incluso de llevar "vidas" normales durante el día.
Los jikininki son pretas de la vigesimosegunda clase en el budismo japonés. También son considerados a veces como una forma de rákshasa o gaki (‘fantasmas hambrientos’). En el último caso, pueden ser liberados de su existencia deplorable a través de recordatorios y ofrendas (segaki).
Jikininki también es el título de una película dirigida por Ted Geoghegan.